# Milada Horáková
Milada Horáková (født Králová, den 25. december 1901, død 27. juni 1950) var en tjekkisk politiker. Hun var et offer for justitsmord begået af det kommunistiske parti på baggrund af fabrikerede anklager om sammensværgelse og forræderi. Dommen i hendes retssag blev annulleret i 1968, og hun blev helt rehabiliteret i 1990'erne. Hun modtog posthumt Tomáš Garrigue Masaryk-ordenen af 1. grad.

## Tidlig liv
Dr. Horáková blev født Milada Králová i Prag. I en alder af 17 år blev hun i 1. verdenskrigs sidste år bortvist fra skolen for at have deltaget i en anti-krigsdemonstration. Hun afsluttede ikke desto mindre sin gymnasieuddannelse i det nydannede stat Tjekkoslovakiet og fortsatte med at studere jura ved Karlsuniversitetet, hvorfra hun tog sin kandidateksamen i 1926. Fra 1927 til 1940 blev hun ansat i socialafdelingen i Prags byadministration. Ud over at fokusere på spørgsmål om social retfærdighed blev Horáková også en fremtrædende fortaler for kvinders rettigheder. Hun var også aktiv i Det Tjekkoslovakiske Røde Kors. I 1929 blev hun medlem af det Tjekkoslovakiske National-Socialistiske Parti, der, på trods af lighederne i navnet, var et socialliberalt parti, der var en stærk modstander af tysk nationalsocialisme.
Horáková giftede sig med sin mand Bohuslav Horák i 1927. Deres datter, Jana, blev født i 1933.

## Modstand under 2. Verdenskrig
Efter den tyske besættelse af Tjekkoslovakiet i 1939 blev Horáková aktiv i modstandsbevægelsen, men sammen med sin mand blev hun arresteret og forhørt af Gestapo i 1940. Hun blev sendt til koncentrationslejren Theresienstadt og derefter til forskellige fængsler i Tyskland. I sommeren 1944 stod Horáková anklaget ved en domstol i Dresden. Selv om anklagemyndigheden krævede dødsstraf, blev hun dømt til 8 års fængsel. Hun blev løsladt fra fængslet i Bayern i april 1945 af de fremrykkende amerikanske styrker i de afsluttende faser af 2. verdenskrig.

## Politisk aktivitet
Efter befrielsen af Tjekkoslovakiet i 1945 vendte Horáková tilbage til Prag, blev medlem af ledelsen for det genoprettede Tjekkoslovakiske National-Socialistiske Parti og medlem af den midlertidige nationalforsamling. I 1946 blev hun valgt til Tjekkoslovakiets Parlament, hvor hun repræsenterede regionen České Budějovice i det sydlige Bøhmen. Hendes politiske aktiviteter fokuserede igen på kvindernes rolle i samfundet og også på bevarelsen af Tjekkoslovakiets demokratiske institutioner. Kort efter det kommunistiske kup i februar 1948 trak hun sig i protest fra parlamentet. I modsætning til mange af sine politiske kolleger med samme standpunkt valgte Horáková ikke at forlade Tjekkoslovakiet til fordel for Vesten og fortsatte med at være politisk aktiv i Prag. Den 27. september 1949 blev hun arresteret og beskyldt for at lede et påstået komplot for at vælte det kommunistiske regime.

## Dom og henrettelse
Før Horáková og hendes medtiltalte blev fremsat for en domstol blev de udsat for intensiv forhør af StB, det tjekkoslovakiske statssikkerhedsorgan, ved brug af både fysisk og psykologisk tortur. Hun blev anklaget for at have ledet en sammensværgelse for at begå forræderi og spionage til fordel for USA, Storbritannien, Frankrig og Jugoslavien. Beviser for den påståede sammensværgelse omfattede Horákovás tilstedeværelse på et møde med politikere fra national-socialistiske, socialdemokratiske og folkepartier i september 1948, der blev afholdt for at diskutere deres reaktion på den nye politiske situation i Tjekkoslovakiet. Hun blev også anklaget for at have opretholdt kontakter med de tjekkoslovakiske politiske personer i eksil i Vesten.
Retssagen mod Horáková og tolv af hendes kolleger begyndte den 31. maj 1950. Det var meningen at retssagen skulle være en skueproces ligesom de sovjetiske udrensninger i 1930'erne. Den blev overvåget af sovjetiske rådgivere og ledsaget af en offentlig kampagne, arrangeret af de kommunistiske myndigheder, og krævede dødsstraf for de tiltalte. Statens anklagere blev ledet af Dr. Josef Urválek og inkluderede Ludmila Brožová-Polednová. Retssagen blev omhyggeligt orkestreret med tilståelser af skyld, der blev sikret fra den tiltalte. En optagelse af begivenheden dukkede dog op i 2005, der afslørede Horákovás modige forsvar for hendes politiske idealer. Hun påberåbte sig værdierne for Tjekkoslovakiets demokratiske præsidenter, Tomáš Garrigue Masaryk og Edvard Beneš, og erklærede, at "ingen i dette land skulle dømmes til døden for deres holdninger."
Milada Horáková blev dømt til døden sammen med tre medtiltalte (Jan Buchal, Oldřich Pecl og Záviš Kalandra) den 8. juni 1950. Mange fremtrædende figurer i Vesten, blandt andre Albert Einstein, Winston Churchill og Eleanor Roosevelt, bad om at få hendes liv sparet. Hun blev henrettet ved hængning i Prags Pankrác-fængsel den 27. juni 1950; i en alder af 48. Hendes rapporterede sidste ord var (oversat): ”Jeg har tabt denne kamp, men jeg forlader [Jorden] med ære. Jeg elsker dette land, jeg elsker denne nation, stræber efter dens velbefindende. Jeg går uden bitterhed mod jer. Jeg ønsker jer, jeg ønsker jer..."
Efter henrettelsen blev Horákovás legeme kremeret ved Strašnice-krematorie, men hendes aske blev ikke returneret til hendes familie. Dets opholdssted er ukendt.

### Andre tiltalte
- Jan Buchal (1913–1950), statssikkerhedsofficer (henrettet)
- Vojtěch Dundr (1879–1957), tidligere formand for det Tjekkoslovakiske Socialdemokrati
- Dr. Jiří Hejda (1895–1985), tidligere fabriksejer (livstid i fængsel)
- Dr. Bedřich Hostička (1914–1996), formand for Det Tjekkoslovakiske Folkeparti
- Záviš Kalandra (1902–1950), marxistisk journalist (henrettet)
- Antonie Kleinerová (1901–1996), tidligere parlamentsmedlem for det Tjekkoslovakiske National-Socialistiske Parti (livstids fængsel)
- Dr. Jiří Křížek (1895–1970), advokat
- Dr. Josef Nestával (1900–1976), administrator (livstid i fængsel)
- Dr. Oldřich Pecl (1903–1950), tidligere mineejer (henrettet)
- Professor Dr. Zdeněk Peška (1900–1970), universitetsprofessor
- František Přeučil (1907–1996), udgiver (livstids fængsel)
- Františka Zemínová (1882–1962), formand og tidligere parlamentsmedlem for det Tjekkoslovakiske National-Socialistiske Parti

## Rehabilitering
Dommen blev annulleret i juni 1968 under Prags-foråret, men på grund af den efterfølgende sovjetiske besættelse af Tjekkoslovakiet blev Horákovás omdømme først fuldt rehabiliteret efter Fløjlsrevolutionen i 1989. En større hovedvej i Prag 7, Letná, blev omdøbt til hendes ære i 1990. I 1991 blev hun tildelt Tomáš Garrigue Masaryk-ordenen (1. klasse).  27. juni, dagen for hendes henrettelse, blev erklæret en "mindedag for ofrene for det kommunistiske regime" i Den Tjekkiske Republik.
Den 11. september 2008, 86 år gammel, blev Ludmila Brožová-Polednová, den på det tidspunkt eneste overlevende blandt de ansvarlige for Horáková-retssagen, idømt seks års fængsel for at have bistået i justitsmordet på Milada Horáková. Brožová-Polednová blev løsladt fra fængslet i december 2010 på grund af sin alder og helbred og døde den 15. januar 2015. 

## Familie
Milada Horákovás mand, Bohuslav Horák, der formåede at undgå anholdelse i 1949, flygtede til Tyskland og bosatte sig senere i USA. Deres datter, Jana, 16 år gammel ved sin mors henrettelse og derefter opfostret af sin tante, sluttede sig til sin far i USA i 1968.
Horákovás sidste breve, inklusive dem til hendes mand og hendes datter, er blevet offentliggjort i engelsk oversættelse.

## Milada
En spillefilm - Milada - om Miladas Horákovas liv blev offentliggjort i november 2017. Rollen som Horáková spilles af den israelsk-amerikanske skuespillerinde Ayelet Zurer. Den engelsksprogede produktion er instrueret af den tjekkiskfødte filmproducent, David Mrnka.